# 1796 en littérature
| Années de la littérature : 1793 - 1794 - 1795 - 1796 - 1797 - 1798 - 1799    |
| Décennies de la littérature : 1760 - 1770 - 1780 - 1790 - 1800 - 1810 - 1820 |

Cet article présente les faits marquants de l'année 1796 en littérature.

## Événements
- 29 février : création par décret royal de la Real Biblioteca Pública da Corte, future Bibliothèque nationale du Portugal[1].
- 17 avril (28 germinal an IV) : premier numéro du Journal des Défenseurs de la patrie[2].
- 30 avril (11 floréal an IV ) : Le Miroir, journal d'opposition royaliste, créé par Souriguières et Beaulieu[3].
- 22 septembre : Mary Lamb assassine sa mère à coups de couteau lors d'une crise dépressive à Londres[4].

## Parutions
- 1er mai (12 floréal an IV)  : Benjamin Constant, De la force du gouvernement actuel de la France et de la nécessité de s'y rallier., 1796 (présentation en ligne), brochure reproduite dans Le Moniteur[5].

- Mme de Staël, De l’influence des passions sur le bonheur des individus et des nations, vol. 1, Lausanne, Jean Mourer, Hignou et Compagnie, 1796 (présentation en ligne).
- Louis de Bonald, Théorie du pouvoir politique et religieux dans la société démontrée par le raisonnement et par l’histoire, Constance, 1796, 1796 (présentation en ligne), qui défend les principes monarchiques et le catholicisme, en trois volumes 2 3.
- Joseph de Maistre, Considérations sur la France, Lausanne, 1796 (présentation en ligne), pamphlet.
- Johann Gottlieb Fichte, Grundlage des Naturrechts : nach Principien der Wissenschaftslehre, Jena, Leipzig, Christian Ernst Gabler, 1796 (présentation en ligne) (« Fondements du droit naturel »).
- Edward Gibbon, Miscellaneous Works of Edward Gibbon : With Memoirs of His Life and Writings, vol. 1, Dublin, P. Wogan, 1796 (présentation en ligne).
- Mary Wollstonecraft, Letters Written During a Short Residence in Sweden, Norway, and Denmark, London, Joseph Johnson, 1796 (présentation en ligne) (« Lettres écrites lors d'un court séjour en Suède, en Norvège et au Danemark »), récit de voyage.

.

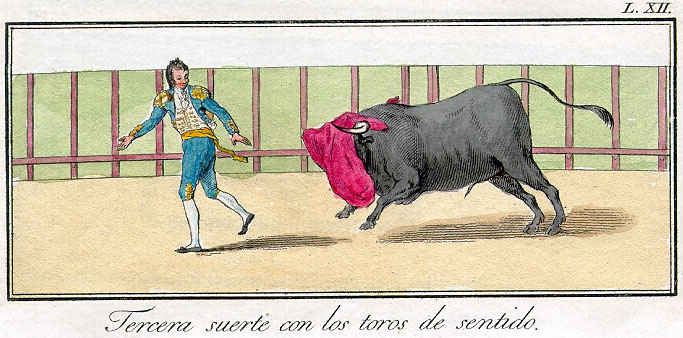
Tauromachie

- José Delgado dit « Pepe Hillo », La tauromaquia ó Arte de torear, Cadiz, Manuel Ximenez Carreño, 1796 (présentation en ligne) (« Tauromachie ou l'art de toréer à pied et à cheval »), traité.

### Fictions
- Isabelle de Charrière, Trois Femmes, Londres, De l'Imprimerie de Baylis, J. Deboffe, Dulau & Co, 1776 (présentation en ligne), première version française du roman en deux volumes, texte mutilé par l'éditeur selon l'auteur. Le texte entier est publié à Leipzig en 1798 dans l’édition de Pierre Philippe Wolf de L’abbé de la Tour, ou Recueil de nouvelles et autres écrits divers).
- Denis Diderot, Jacques le fataliste et son maître, Paris, François Buisson, 1796 (présentation en ligne), en deux volumes, édité pour la première fois en France (posthume).
- Denis Diderot, La Religieuse, Paris, François Buisson, 1796 (sur Wikisource), roman-mémoires, posthume.
- François Guillaume Ducray-Duminil, Victor ou l’Enfant de la forêt, vol. 1, Paris, Le Prieur, 1796 (présentation en ligne).
- Johann Wolfgang von Goethe, Wilhelm Meisters Lehrjahre, Berlin, Johann Friedrich Unger, 1796 (présentation en ligne) (« Les Années d’apprentissage de Wilhelm Meister »), roman d'apprentissage.

- Jean Paul, Blumen-, Frucht- und Dornenstücke oder Ehestand, Tod und Hochzeit des Armenadvokaten F. St. Siebenkäs im Reichsmarktflecken Kuhschnappel, Berlin, Bruzelius, 1796 (présentation en ligne) (« Fleurs, fruits et épines ou vie conjugale, mort et mariage de l'avocat des pauvres F. St. Siebenkäs ») roman allemand en trois volumes publiés entre 1796 et 1797, connu sous le titre Siebenkäs (en).
- Matthew Gregory Lewis, The Monk : A Romance, London, J. Bell, 1796 (présentation en ligne) (« Le Moine »), roman noir en trois volumes qui fait scandale en Grande-Bretagne.
- Mary Hays, Memoirs of Emma Courtney, London, G. G. and J. Robinson, 1796 (présentation en ligne), roman épistolaire en deux volumes.
- Frances Burney, Camilla  : or, A Picture of Youth, London, Payne, Cadell & Davies, 1796 (présentation en ligne) (« Camilla, une image de la jeunesse »), roman, en cinq volumes.
- Caroline von Wolzogen, Agnes von Lilien (présentation en ligne), roman publié anonymement dans Die Horen par chapitres entre 1796 à 1797 (deux volumes).
- Robert Bage, Hermsprong : or, Man as He is Not, a novel in two volumes by the author of Man as He Is, Dublin, printed by Brett Smith, for P. Wogan, P. Byrne, J. Moore, and J. Rice, 1796 (présentation en ligne), roman en deux volumes.
- Karl Grosse, Horrid Mysteries : A Story from the German of the Marquis of Grosse, London, Minerva Press, 1796, roman gothique traduits de l'allemand.
- Eliza Parsons, The Mysterious Warning : A German Tale, London, Minerva Press, 1796 (The Mysterious Warning), roman gothique en quatre volumes.
- Elizabeth Simpson Inchbald, Nature and Art (en), London, G. G. and J. Robinson, 1796 (présentation en ligne), roman en deux volumes.

- Regina Maria Roche, The Children of the Abbey (en), London, Minerva Press, 1796 (présentation en ligne), roman gothique en quatre volumes 2 3 4.

- Samuel Taylor Coleridge, Poems on Various Subjects (en), London, G. G. and J. Robinson, 1796 (texte intégral sur Wikisource) (« Poèmes sur divers sujets »).